# Вишуда
Вишуда (санск. विशुद्ध, превод „центар прочишћења”) или грлена чакра је пета основна чакра према традицији хиндуистичког тантризма.
Симболично је приказана као плави лотос са шеснаест латица.
Сматра се да је положај ове чакре у телу је у нивоу грла, на месту спајања кичме и продужене мождине.
Божанство ове чакре је Панчавактра шива, са 5 глава и 4 руке, а Шакти је Шакини. 

## Опис

### Положај
Положај Вишуда чакре у телу је у месту укрштања кичменог стуба и продужене мождине.. Кшетрам илити површинска тачка активације се налази у јами грла.

### Матрике
На свакој од шеснаест латица је уписан по сугласник илити матрика деванагари писма које се изговарају као мантре. Гледано с лева на десно:
| Бр. | Матрика | Сугласник | Сугласник на санскритском | Опис | Реф.        |
| --- | ------- | --------- | ------------------------- | ---- | ----------- |
| 1   | aнг     | а         | अ                         |      | [ 4 ] [ 5 ] |
| 2   | анг     | аа        | आ                         |      | [ 4 ] [ 5 ] |
| 3   | инг     | и         | इ                         |      | [ 4 ] [ 5 ] |
| 4   | инг     | ии        | ई                         |      | [ 4 ] [ 5 ] |
| 5   | унг     | у         | उ                         |      | [ 4 ] [ 5 ] |
| 6   | унг     | уу        | ऊ                         |      | [ 4 ] [ 5 ] |
| 7   | ринг    | р         | ऋ                         |      | [ 4 ] [ 5 ] |
| 8   | ринг    | рр        | ॠ                         |      | [ 4 ] [ 5 ] |
| 9   | лринг   | л         | ऌ                         |      | [ 4 ] [ 5 ] |
| 10  | лринг   | лл        | ॡ                         |      | [ 4 ] [ 5 ] |
| 11  | енг     | е         | ए                         |      | [ 4 ] [ 5 ] |
| 12  | аинг    | аи        | ऐ                         |      | [ 4 ] [ 5 ] |
| 13  | онг     | о         | ओ                         |      | [ 4 ] [ 5 ] |
| 14  | аунг    | ау        | औ                         |      | [ 4 ] [ 5 ] |
| 16  | аханг   | ах        | अः                         |      | [ 4 ] [ 5 ] |

## Алтернативни називи
- У Тантри: Акаша, Двјаштапатрамбуђа, Канта, Кантадеша, Кантамбођа, Кантамбуђа, Кантападма, Кантапанкађа, Нирмала-Падма, Шодаша, Шодаша-Дала, Шодаша-Патра, Шодашара, Шодашалада-Дада
- У Ведама (касне Упанишаде): Канта чакра, Вишуда, Вишуди
- У Пуранама: Вишуда, Вишуди